# Brás Soares de Sousa (neto)
Brás Soares de Sousa (1634 — 1696) foi o 8.º capitão do donatário na ilha de Santa Maria, nos Açores.

## Biografia
Neto de Brás Soares de Sousa, foi filho de Pedro Soares de Sousa (neto) e de sua esposa Ana de Melo.
Ainda no contexto da Dinastia Filipina, foi confirmado no cargo em 1639, sucedendo a seu pai.
Desposou Mariana de Menezes na Igreja Matriz de Nossa Senhora da Assunção, em Vila do Porto, em 20 de julho de 1664, não havendo descendência dessa união.
Desposou Isabel da Cunha em segundas núpcias, de cuja união nasceram Branca dos Anjos de Sousa e Amaro de Almada.